# 아카나정
아카나정(赤名町)은 시마네현 이시군에 있던 촌이다. 현재의 이난정에 해당한다.